# 越南司法部
司法部，是越南的政府部门，负责国家对法律法规的制定和实施、法律规范性文件的事后审查、行政程序的规制以及法律宣传和教育。它还管理民事和行政判决的执行、司法行政活动、司法事务支持、国家赔偿和判决的执行以及全国范围内的其他司法工作；此外，还负责执行关于处理行政违法行为的法律法规。